# Amar Beganović
Amar Beganović (Tuzla, 25 novembre 1999) è un calciatore bosniaco, difensore del Sarajevo.

## Caratteristiche tecniche
È un terzino destro, in grado di agire da esterno di centrocampo.

## Carriera

### Club
Nel 2005 viene tesserato dallo Sloboda Tuzla, che lo aggrega al proprio settore giovanile. Esordisce in prima squadra il 4 marzo 2017 contro il Metalleghe-BSI, subentrando al 63' al posto di Vladimir Grahovac.
Il 12 gennaio 2022 lascia lo Sloboda – di cui è stato capitano – accordandosi con il NŠ Mura, formazione impegnata nel campionato sloveno.

### Nazionale
Ha giocato nelle nazionali giovanili bosniache Under-16, Under-17, Under-19 ed Under-21.

## Statistiche

### Presenze e reti nei club
Statistiche aggiornate all'11 febbraio 2023.
| Stagione             | Squadra              | Campionato           | Campionato | Campionato | Coppe nazionali | Coppe nazionali | Coppe nazionali | Coppe internazionali | Coppe internazionali | Coppe internazionali | Altre coppe | Altre coppe | Altre coppe | Totale | Totale |
| Stagione             | Squadra              | Comp                 | Pres       | Reti       | Comp            | Pres            | Reti            | Comp                 | Pres                 | Reti                 | Comp        | Pres        | Reti        | Pres   | Reti   |
| -------------------- | -------------------- | -------------------- | ---------- | ---------- | --------------- | --------------- | --------------- | -------------------- | -------------------- | -------------------- | ----------- | ----------- | ----------- | ------ | ------ |
| 2016-2017            | Sloboda Tuzla        | PL                   | 2          | 0          | CB              | 0               | 0               | -                    | -                    | -                    | -           | -           | -           | 2      | 0      |
| 2017-2018            | Sloboda Tuzla        | PL                   | 8          | 0          | CB              | 1               | 0               | -                    | -                    | -                    | -           | -           | -           | 9      | 0      |
| 2018-2019            | Sloboda Tuzla        | PL                   | 29         | 1          | CB              | 1               | 0               | -                    | -                    | -                    | -           | -           | -           | 30     | 1      |
| 2019-2020            | Sloboda Tuzla        | PL                   | 19         | 0          | CB              | 0               | 0               | -                    | -                    | -                    | -           | -           | -           | 19     | 0      |
| 2020-2021            | Sloboda Tuzla        | PL                   | 26         | 2          | CB              | 0               | 0               | -                    | -                    | -                    | -           | -           | -           | 26     | 2      |
| 2021-gen. 2022       | Sloboda Tuzla        | PL                   | 17         | 0          | CB              | 2               | 0               | -                    | -                    | -                    | -           | -           | -           | 19     | 0      |
| Totale Sloboda Tuzla | Totale Sloboda Tuzla | Totale Sloboda Tuzla | 101        | 3          |                 | 4               | 0               |                      | -                    | -                    |             | -           | -           | 105    | 3      |
| gen.-giu. 2022       | NŠ Mura              | 1.SNL                | 15         | 1          | CS              | -               | -               | -                    | -                    | -                    | -           | -           | -           | 15     | 1      |
| 2022-2023            | NŠ Mura              | 1.SNL                | 20         | 2          | CS              | 2               | 0               | UECL                 | 4                    | 0                    | -           | -           | -           | 26     | 2      |
| Totale NŠ Mura       | Totale NŠ Mura       | Totale NŠ Mura       | 35         | 3          |                 | 2               | 0               |                      | 4                    | 0                    |             | -           | -           | 41     | 3      |
| Totale carriera      | Totale carriera      | Totale carriera      | 136        | 6          |                 | 6               | 0               |                      | 4                    | 0                    |             | -           | -           | 146    | 6      |

## Palmarès

### Club

#### Competizioni nazionali
- Coppa di Bosnia: 1

Sarejevo: 2024-2025